# Kloster Bonnefont
Das Kloster Bonnefont (Bonuis fons) ist eine ehemalige Zisterziensermönchsabtei in der Gemeinde Proupiary im Département Haute-Garonne, Region Okzitanien, in Frankreich. Es liegt rund 15 Kilometer ostnordöstlich von Saint-Gaudens. Die Ruine ist seit 1984 als Monument historique klassifiziert.

## Geschichte
Das Kloster wurde im Jahr 1136 oder 1137 gegründet und war ein Tochterkloster der Primarabtei Morimond. Der Gründungskonvent war vom Bischof von Comminges auf ein von der Gräfin von Montpezat gestiftetes Gelände gerufen worden. Die Agrardomäne des Klosters war ausgedehnt. Das Kloster besaß mindestens acht Grangien in der näheren Umgebung, nämlich Auzas, Appas und Linas in Castillon, Sainte-Foy in Aurignac, Pentens in Martres-Tolosanes, La Peyrière in Proupiary, Le Frechet und Lias, sowie weiter entfernt Canet und Minhac, außerdem zwei Stadthäuser in Saint-Gaudens und in Toulouse und war an der Gründung der Bastiden Carbonne, Lestelle, Boussens, Plaisance, Beauchalot (alle auf dem Gelände von Grangien), Mazières, Boulogne-sur-Gesse und Blajan beteiligt. Tochterklöster waren Kloster Villelongue, Kloster Boulbonne, Kloster Pérignac, Kloster Nizors (La Bénissons-Dieu) sowie im heutigen Spanien Kloster Santa Fe und Kloster Lavaix. In der Französischen Revolution wurde die Abtei aufgelöst. Große Teile der Anlage wurden an andere Orte (bis nach New York) transloziert. Das Liegerad Bernard, Comte de Comminges wurde 1827 vom Augustinermuseum von Toulouse gekauft. 1983 wurde die Klosteranlage von zwei Vereinigungen (Société des Études du Comminges und Association pour la sauvegarde de l’abbaye de Bonnefont et de son ancien patrimoine) erworben.

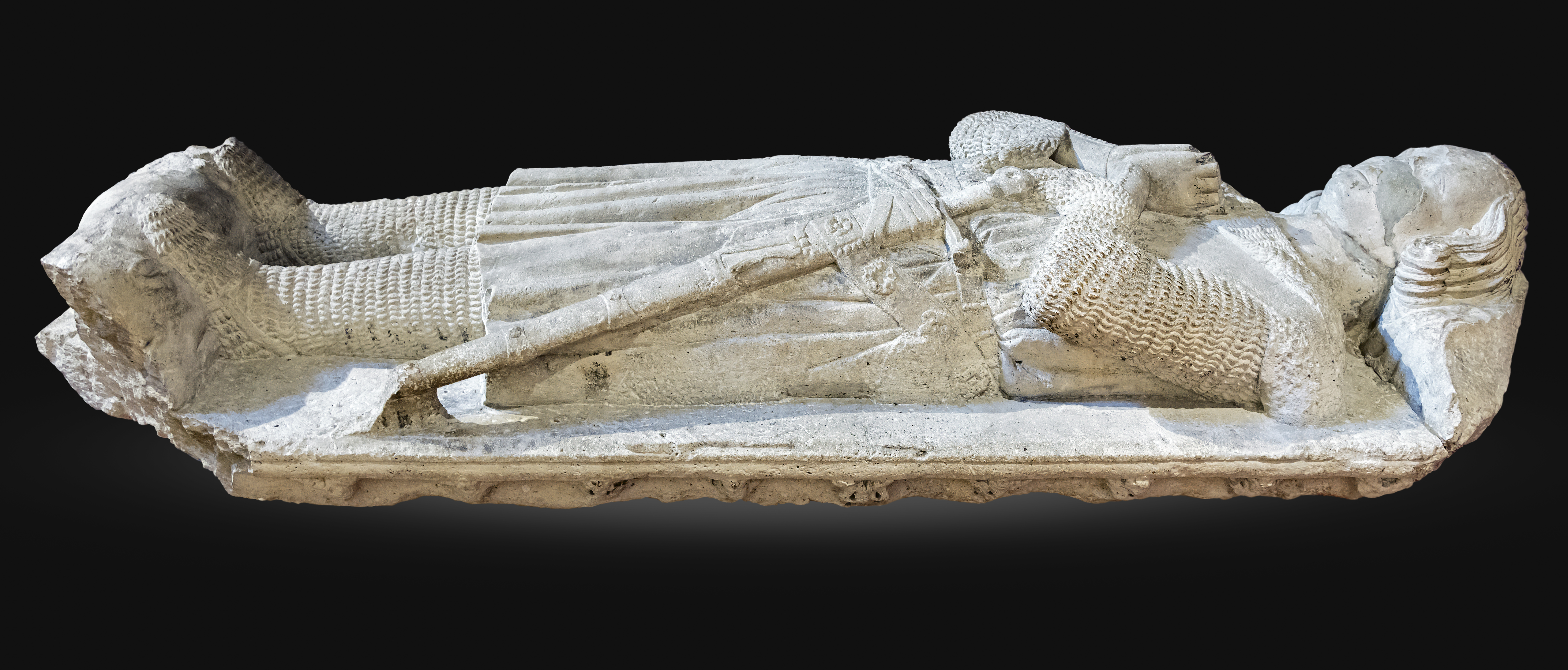
Riese von Bernard, Graf von Comminges Musée des Augustins de Toulouse

## Bauten und Anlage

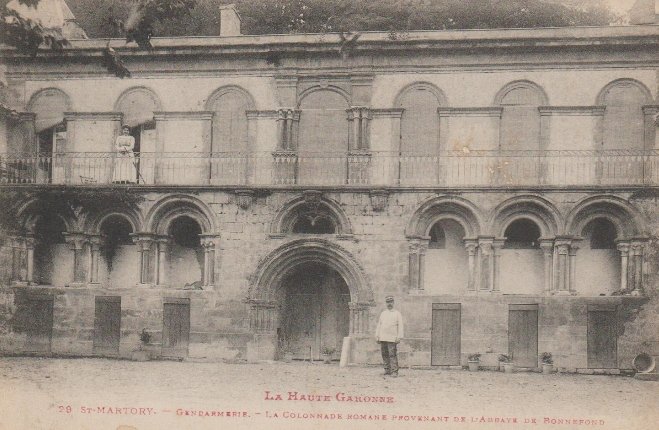
Die Fassade des Kapitelhauses in Saint-Martory um 1900.

Auf dem Gelände des Klosters sind nur ein Turm aus dem 15. Jahrhundert, das Pfortenhaus, Teile des Konversenflügels aus dem 13. Jahrhundert erhalten. Die Kirche ist seit 1856 völlig abgegangen. In der Westfassade der Kirche St-Ferréol des 14 km entfernten Touille sind Teile der früheren Klosterkirche verbaut und dort seit 1926 als Monument historique klassifiziert. Der gotische Kreuzgang aus der ersten Hälfte des 12. Jahrhunderts mit 128 Säulen wurde zum kleineren Teil (32 Säulen) im Jardin public als Kreuzgang von Bonnefont in Saint-Gaudens wieder aufgestellt. Ein größerer Teil (52 Säulen) kam in das Museum The Cloisters in New York, NY. Die Fassade des Kapitelsaals war in der früheren Gendarmerie in Saint-Martory wiederaufgestellt, ein Portal gelangte in die dortige Pfarrkirche. Die Fassade des Kapitelsaals ist seit 1994 als Monument historique klassifiziert, sie ist seit 1990 demontiert und eingelagert.